# Mark Bujnowski
Mark Bujnowski (* 1. April 1998) ist ein kanadischer Kugelstoßer, der gelegentlich auch im Diskuswurf antritt.

## Sportliche Laufbahn
Erste internationale Erfahrungen sammelte Mark Bujnowski im Jahr 2017, als er bei den U20-Panamerikameisterschaften in Trujillo mit einer Weite von 17,60 m den achten Platz im Kugelstoßen belegte und im Diskuswurf mit 53,85 m auf Rang sieben gelangte. 2019 belegte er bei den U23-NACAC-Meisterschaften in Santiago de Querétaro mit 18,30 m den vierten Platz im Kugelstoßbewerb und gewann mit dem Diskus mit 50,77 m die Bronzemedaille hinter dem Jamaikaner Rojé Stona und Iffy Joyner aus den Vereinigten Staaten. 2023 startete er mit der Kugel bei den Weltmeisterschaften in Budapest und schied dort mit 18,84 m in der Qualifikationsrunde aus.
In den Jahren von 2021 bis 2023 wurde Bujnowski kanadischer Meister im Kugelstoßen sowie 2019 im Diskuswurf.

## Persönliche Bestleistungen
- Kugelstoßen: 19,82 m, 24. Juni 2023 in Windsor
  - Kugelstoßen (Halle): 19,56 m, 11. Februar 2023 in Clemson
- Diskuswurf: 54,17 m, 8. Juli 2018 in Ottawa